# Estación Río Piedras
Río Piedras es una estación de ferrocarril ubicada en la localidad del mismo nombre, departamento de Metán, provincia de Salta, Argentina.

## Historia
La estación fue abierta al tránsito en junio de 1886 por el Ferrocarril Central Norte Argentino.

## Servicios
No presta servicios de pasajeros, sólo de cargas. Sus vías e instalaciones están a cargo de la empresa estatal Trenes Argentinos Cargas.